# Dózsa Farkas András
Dózsa Farkas András (Alkenyér, 1902. december 4. – 1982. február 28.) magyar iparművész.
Brassóban nőtt fel és az erdélyi havasokban eltöltött gyerekkora megalapozta természetszeretetét. Édesapja Farkas András, édesanyja Dózsa Klára, akinek később felvette nevét. Sokoldalú művész-tervezőként egyaránt érdekelték a természet, a műszaki és technikai tudományok és a művészetek problémái.
Gyermekei Dózsa-Farkas Klára (szül.1940) biológus professzor és ifjabb Dózsa-Farkas András (szül. 1944) ipari formatervező.
1949-ben került az Iparművészeti Főiskolára. Az Iparművészeti Főiskola által szervezett rajztanfolyamon ismerkedett meg Németh Aladárral. Schubert Ernő bízta meg az ipari formatervezés oktatásának beindításával. Kitartása, állhatatossága sokat segített, hogy Európában az elsők között indult meg a formatervezés-oktatás. A kísérleti jelleggel indított szak Dózsa Farkas András vezetésével kivívta a rangot, hogy önálló tanszékként működik a formatervező tanszék az Iparművészeti Egyetemen.

## Tanulmányok
1921-ben érettségizett Brassóban, majd katonának állt, hogy elvégezhesse a Képzőművészeti Főiskolát. 1927-ben leszerelt. Felsőfokú tanulmányait 1923 és 1928 között, majd 1931 és 1933 között a Magyar Képzőművészeti Főiskolán végezte. Mesterei Bory Jenő és Sidló Ferenc voltak. Főiskolai évei alatt Ferenczy-ösztöndíjban részesült. Másodéves hallgató korától részt vett hazai kiállításokon, 1925-ben állított ki először a Műcsarnokban, kitüntető elismerést kapott az Akt kiállításon, majd 1927-ban egy női akt szoborral Ferenc József szobrászati nagydíjat nyert.
1929 és 1931 között állami ösztöndíjjal Rómában tanult, Aba-Novák Vilmossal, Arkay Bertalannal, Dex Ferenccel és Erdey Dezsővel egyetemben. Szobrász munkásságát a római iskolához sorolhatjuk, amely 1928-tól tudatos irányzatként volt jelen. Római tartózkodása után válik kiforrott szobrászművésszé. Korai művei robusztus, izmos alakokat formálnak, jellemzi őket a szerkezetesség, bonyolult beállítás és az erős plaszticitás, miközben neoklasszicizáló szobrászati törekvéseket is kifejeznek. Első római műve a Rabszolga, Michelangelo hatását hordozza magán. 1930-ban a Velencei Biennálén, majd 1931-ben a Milánói Triennálén is részt vett.
Hazatérése után, 1938-ig Sidló Ferenc tanársegédje és óraadó tanár volt a Képzőművészeti Főiskolán.

## Munkássága
Számos köztéri szobra készült a háború előtt és után, amik sikeres és elismert szobrászművésszé tették. Kiemelendő művei a Szabadság téri, majd később Kassa városának ajándékozott Magyar Feltámadás / 1949-es Ifjú mártírok szobra (1934), a Madonna (1935), a Batsák György (1943), az Acélöntők (gipsz, Műcsarnok I., Magyar Képzőművészeti Kiállítás, 1950), a Traktorszerelő (1952) és a Sebesség (1957) szobrai. Portréit idealizáló naturalizmus jellemezte.
Rendszeresen kiállított és több szoborpályázatra is kapott meghívást, azonban szobrainak jórésze a Második Világháborúban elpusztult.
A háború alatt különböző ipari iskolákban tanított, hogy eltartsa családját, miközben fémipari és technológiai szaktanfolyamot végzett. 1938-ban felállították a Balassi Bálint-szobrát Esztergomban. Szintén ebben az évben Szabadság téri bronzszobrát bemutatták a Brüsszeli Világkiállításon.
Az ötvenes évek elején készült művei a szocialista realizmus iskolapéldái (pl.: Traktorszerelő). Majd később, a hatvanas évektől a különböző fémmegmunkálási technikák előtérbe kerültek munkásságában és leginkább épületdíszítő lemezdomborításokat készített.

1949-ben meghívták a Magyar Iparművészeti Főiskolára, ahol 1950-ben Schubert Ernő felkérésére Európában elsőként megszervezte a Fémipari Formatervező tanszakot, melynek 1975-ig vezetője is volt. Az ötvenes évektől az ipari formatervezés hazai megteremtésébe és az oktatás megszervezésébe fektette energiáit, a művészi ambícióit háttérbe szorítva a kiállítóterekből szinte teljesen visszavonult. A képzés néhány évig akadozva működött, az ipar háború utáni károsodása, majd a gazdaságpolitikai helyzet miatt nem voltak megfelelő alapok az ipari formatervezés elterjedéséhez, de 1958-ra véglegesen megalakult a szak és később önálló tanszékké alakult. Dózsa-Farkas András töretlen fáradozásának és pedagógiai munkásságának köszönhető a hazai formatervező nemzedék kialakítása és felnevelése. 25 éven keresztül volt a tanszék élén, és azon dolgozott, hogy felhívja az emberek figyelmét a formatervezés létfontosságára.
“A formatervezésoktatásában fontosnak tartotta a természet tárgyai, élőlényei (kavicsok, kristályok, bogarak, csigák stb.) formakincsének megismerését, ami által feltárhatók azon törvényszerűségek, amelyek az egyes formákat kialakították, hiszen minden élő és élettelen tárgy a szükségszerű cél érdekében alakult olyanná, amilyen. Hitvallása szerint a gépeket, ipari termékeket is így kell tekinteni, ezek formájában is így kell kifejeződnie a termék céljának, funkciójának és anyagának.”

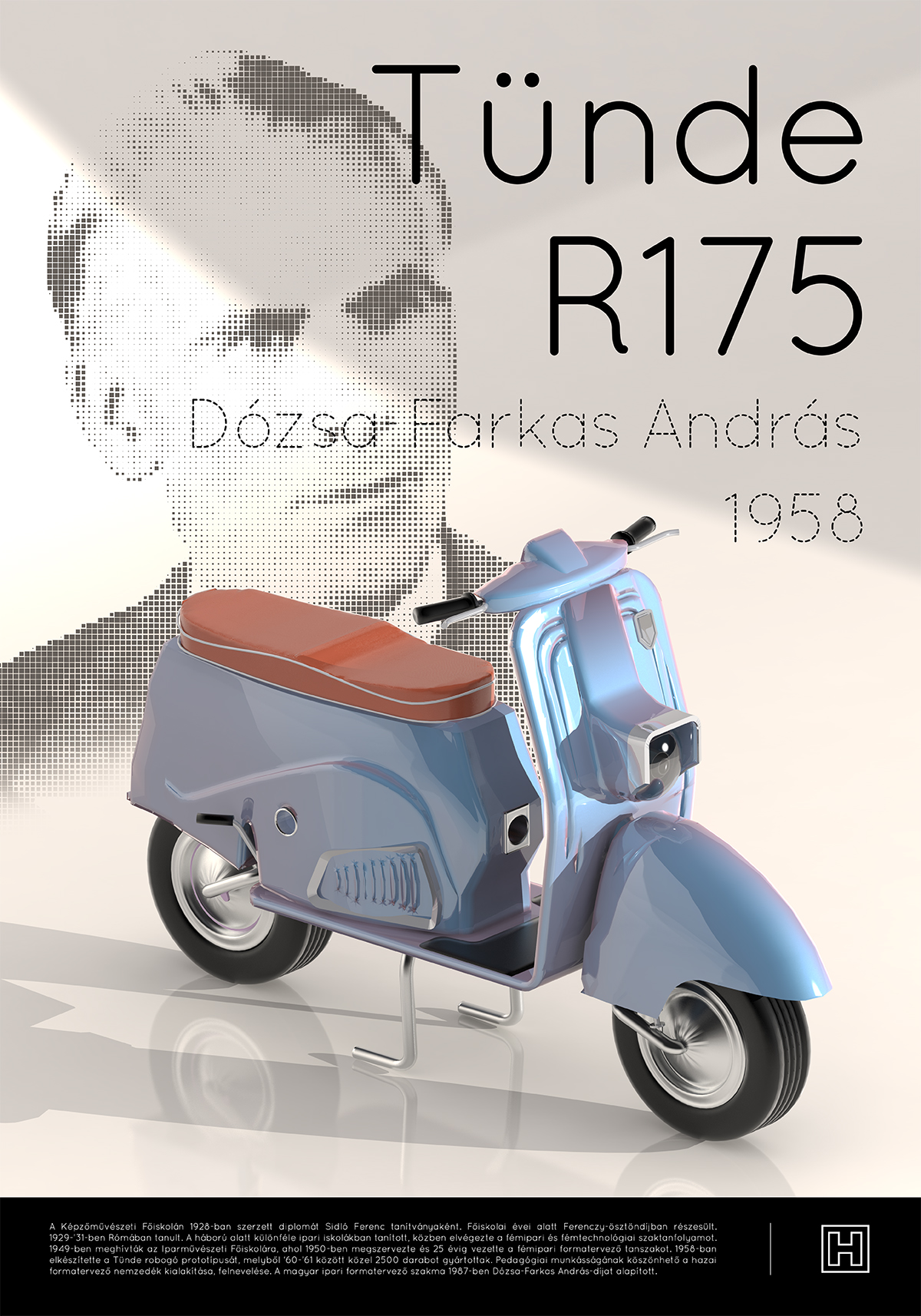
Tünde robogó, 1958

Kapcsolatot épített ki a hazai nagyvállalatokkal, többek között a Csepeli Motorkerékpárgyárral is, részt vettek a “Tünde” robogó formájának kialakításában is. A megbízást Dózsa-Farkas András kapta, az ő neve szerepelt az újságcikkekben, de a tervezésben a végzős tanítványi is részt vettek, együtt fejlesztették szériaképesre a robogót. 1958-ra készült el a robogó első működő prototípusa. 1960-ban indult a sorozatgyártás, de nyersanyag és kereskedelmi-áruk hiánya miatt akadozott, majd 1961-ben, mindössze 2600 db elkészülte után beszüntették a “Tünde” robogó gyártását.

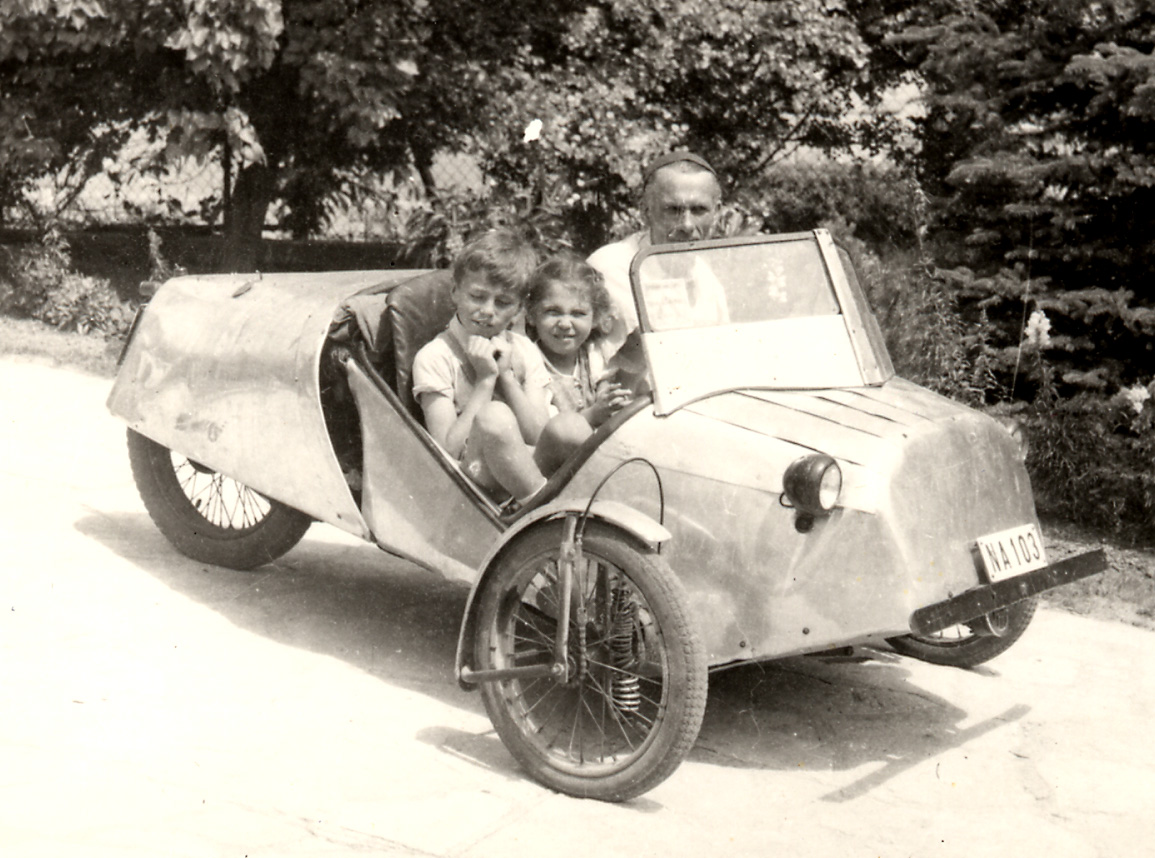
Dózsa-Farkas András gyermekeivel a háromkerekű járműben

Mindig szeretett motorozni, és átalakítani motorokat, majd a háború utáni években, amikor autóról álmodni sem lehetett, épített magának egy háromkerekű kisautót. Csőlemezekből hegesztett vázat, dúralumínium lapokból készített karosszériát, majd használtcikk-piacon vett hajtóművet, egy 250 cm3-es Puch motorblokkot. A kétszemélyes járműben elfért Dózsa-Farkas András és két gyermeke, akikkel bejárták egész Magyarországot. A jármű sebessége 80 km/óra volt, eső ellen pedig elhúzható esőtető szolgált. Oldalkocsis motorkerékpár-rendszámot kapott és használatban volt 10 éven keresztül.
1967-ben tv-film készült róla.
1982 február 28-án hunyt el Budapesten. Emlékére 1987-ben az ipari formatervező szakma megalapította a Dózsa-Farkas András-díjat, elismerve e téren kifejtett munkásságát.

## Kő- és bronzszobrai
- Magyar Feltámadás / 1949-es Ifjú mártírok szobra (1934) Szabadság tér, Budapest, majd Kassa városának ajándékozott
- Madonna (MNG, 1934 k.)
- Batsák György bronzportréja (1936 k.)
- Acélöntők (gipsz, Műcsarnok I., Magyar Képzőművészeti Kiállítás, 1950)
- pécsi lakótelep házain lévő domborművek
- Traktorszerelő (1952)
- Ganz-MÁVAG udvarán felállított szimbolikus alumíniumfigura (1955)
- Sebesség (1957)
- Női figura (Badacsonylábdi, 1958)
- Madarak (az óbudailakótelepi óvodában, 1962)
- Fuvolázó női alak (sellyei arborétum, 1963)
- A színjátszás szimbóluma (Szolnok, HM-lakótelep, 1965)

## Díjak, elismerések
- 1927: Ferenc József jubileumi szobrász-díj
- 1934, 1937: Nemzeti Szalon kitüntető elismerése
- 1962: Munka Érdemrend
- 1970: Oktatásügy Kiváló Dolgozója
- 1972: Munka Érdemrend arany fokozata, Szakszervezetek Országos Tanácsa-díj
- 1981: Magyar Iparművészeti Főiskola Kitüntető Emlékérem
- 1987: Dózsa-Farkas András-díj megalapítása[1]

## Válogatott csoportos kiállításai
- 1925 Akt-kiállítás, Műcsarnok, Budapest
- 1931 Milánói Triennálé • Római Magyar Intézet kiállítása, Nemzeti Szalon, Budapest
- 1930, 1936 XVII., XX. Velencei Biennálé, Velence
- 1933 Klebelsberg Kunó emlékkiállítás, Műcsarnok, Budapest
- 1934 I., II,. Nemzeti Képzőművészeti kiállítás, Műcsarnok, Budapest, Györgyi Kálmán emlékkiállítás, IPM
- 1935 Brüsszeli Világkiállítás, Brüsszel
- 1936 Képzőművészek Új Társasága kiállítás, Nemzeti Szalon, Budapest
- 1944 Székesfővárosi Képtár Jubileumi kiállítás, Műcsarnok, Budapest
- 1946 Rippl-Rónai Társaság I. kiállítása, Ernst Múzeum, Budapest
- 1950, 1952, 1954 1., 2., 4. Magyar Képzőművészeti kiállítás, Műcsarnok, Budapest
- 1952 Tavaszi Tárlat, Műcsarnok, Budapest
- 1955 Képzőművészetünk tíz éve, Műcsarnok, Budapest
- 1959 4. Országos Iparművészeti kiállítás, Műcsarnok, Budapest • Pedagógus Képzőművészek kiállítása, Ernst Múzeum, Budapest[1]

## Főbb írásai
- Szín és formatervezés (Németh Aladárral, Budapest, 1964)
- Szín- és formatervezés I-II. A színek alkalmazása a termelő környezetben / Formatervezés a gépiparban (Németh Aladárral, Budapest, 1966)
- Az ipari formatervezés művészete. Gépirat, 1960-as évek eleje. Formatervezés a gépiparban (Németh Aladárral), Bp., 1966.

## Művei

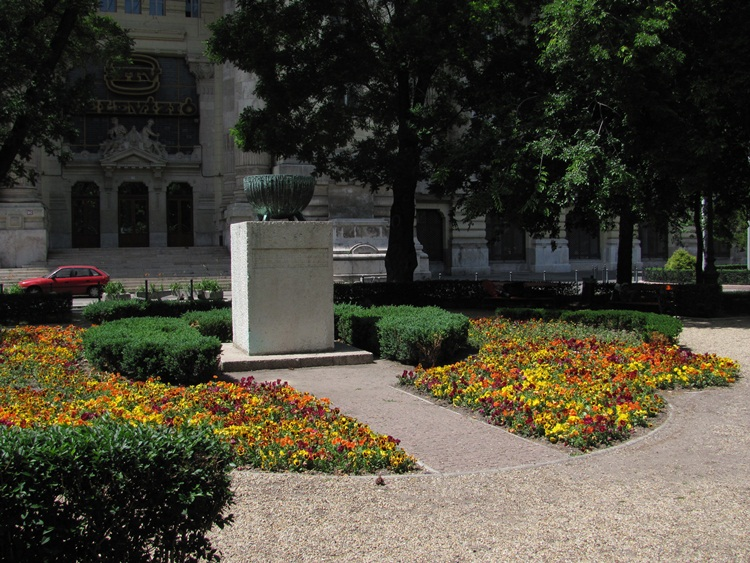
Magyar Feltámadás / 1949-es Ifjú mártírok szobra (1934), Budapest, Szabadság tér
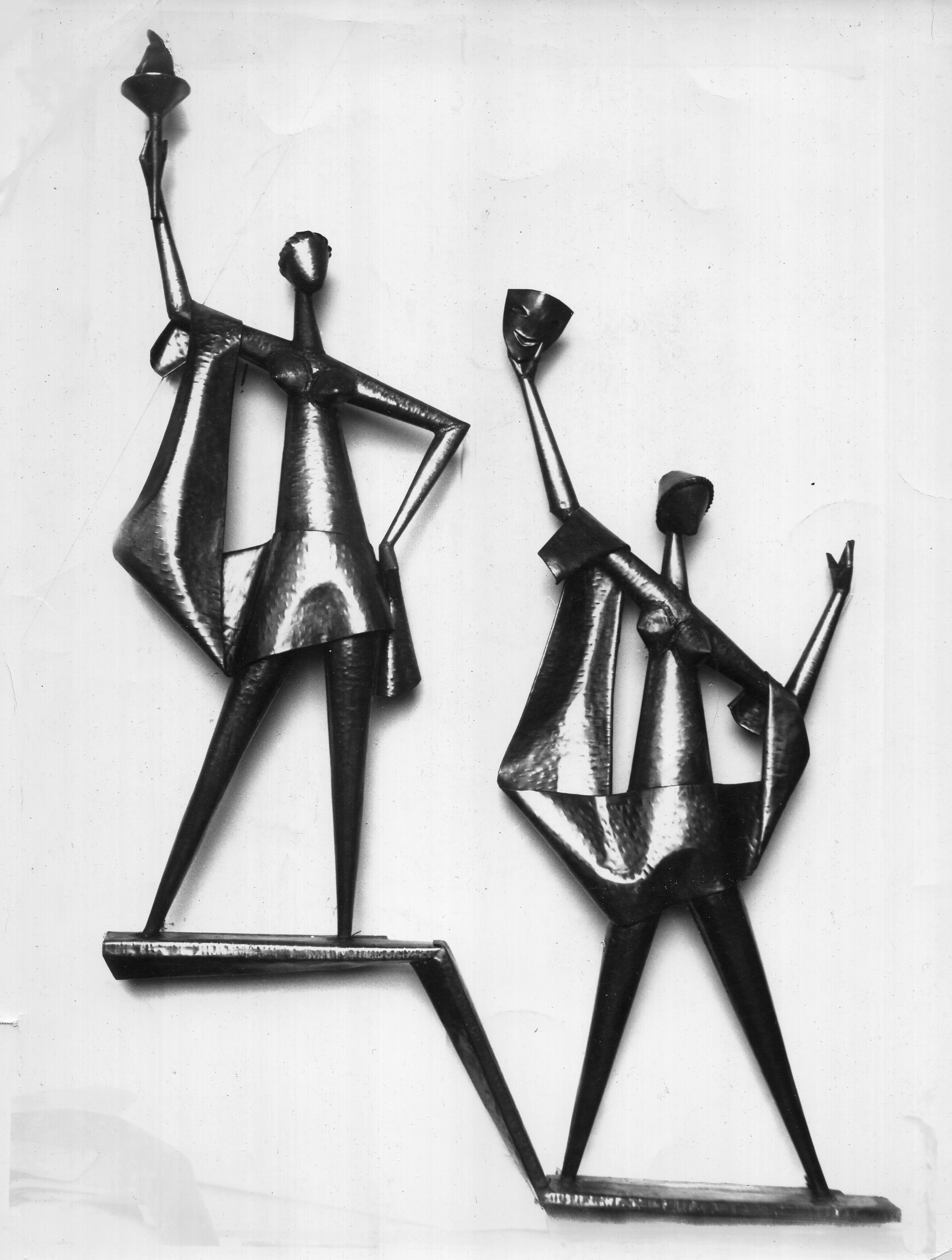
A színjátszás szimbóluma, vázlat (Szolnok, HM-lakótelep, 1965)
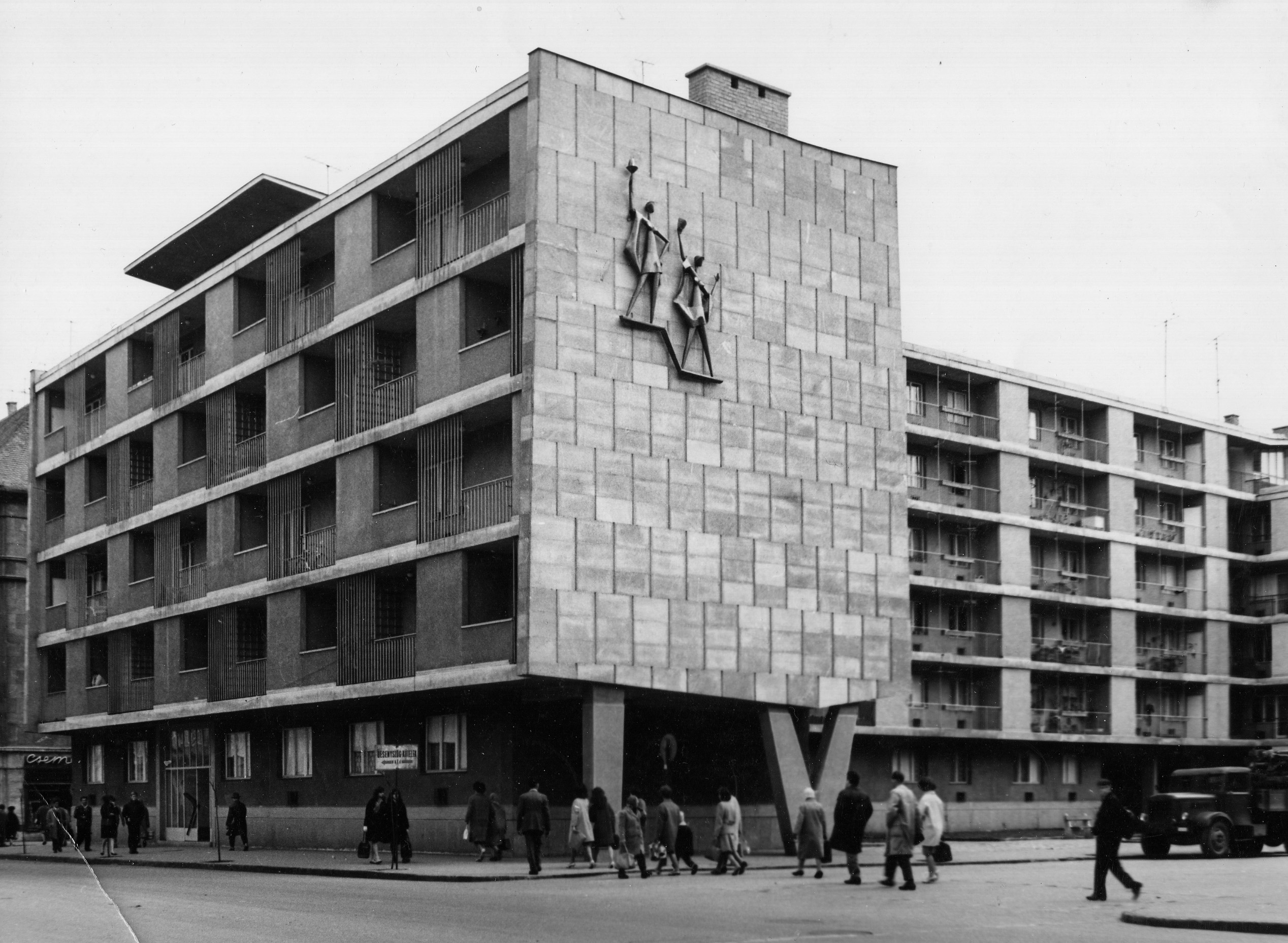
A színjátszás szimbóluma (Szolnok, HM-lakótelep, 1965)
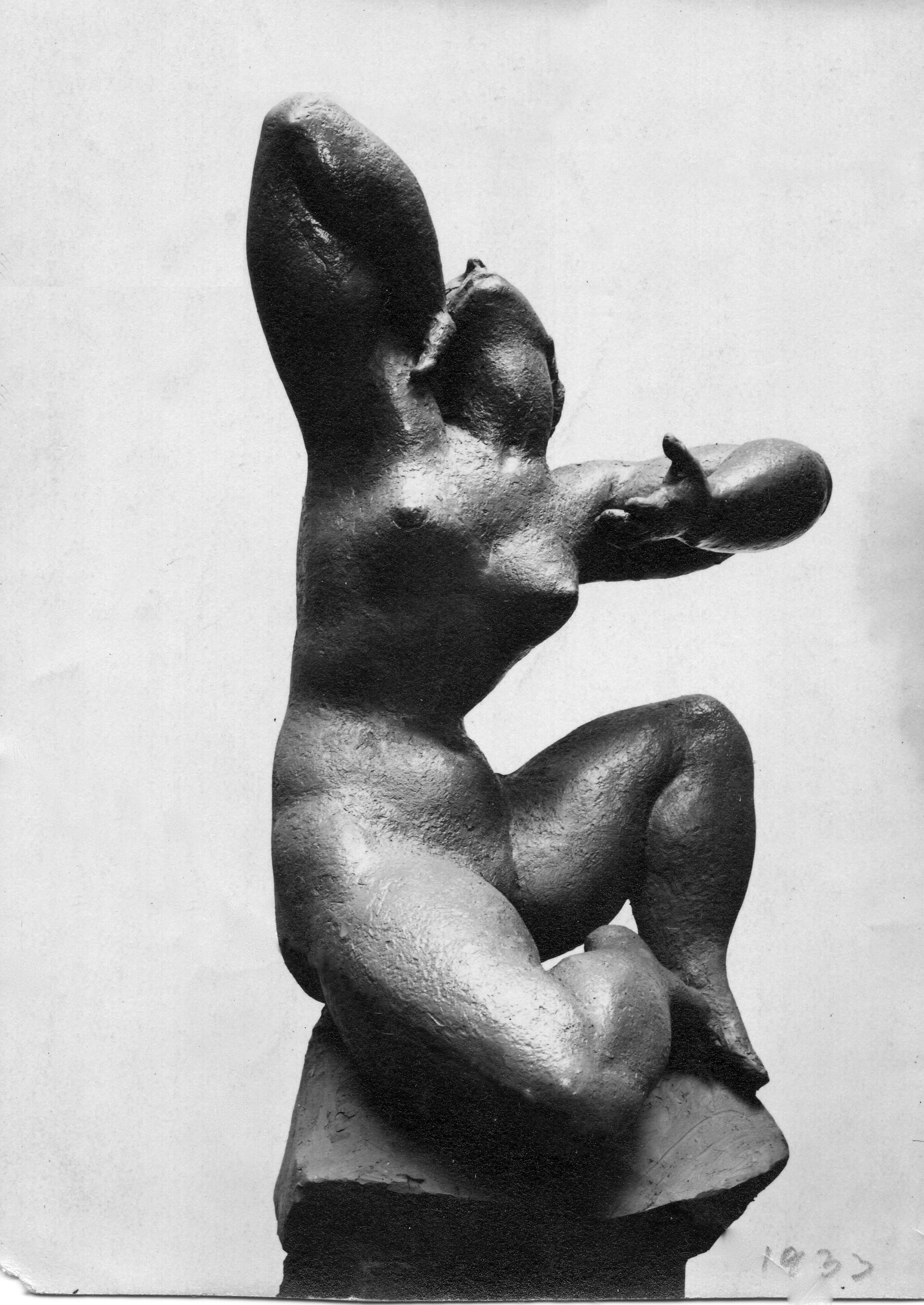
Akt, 1933
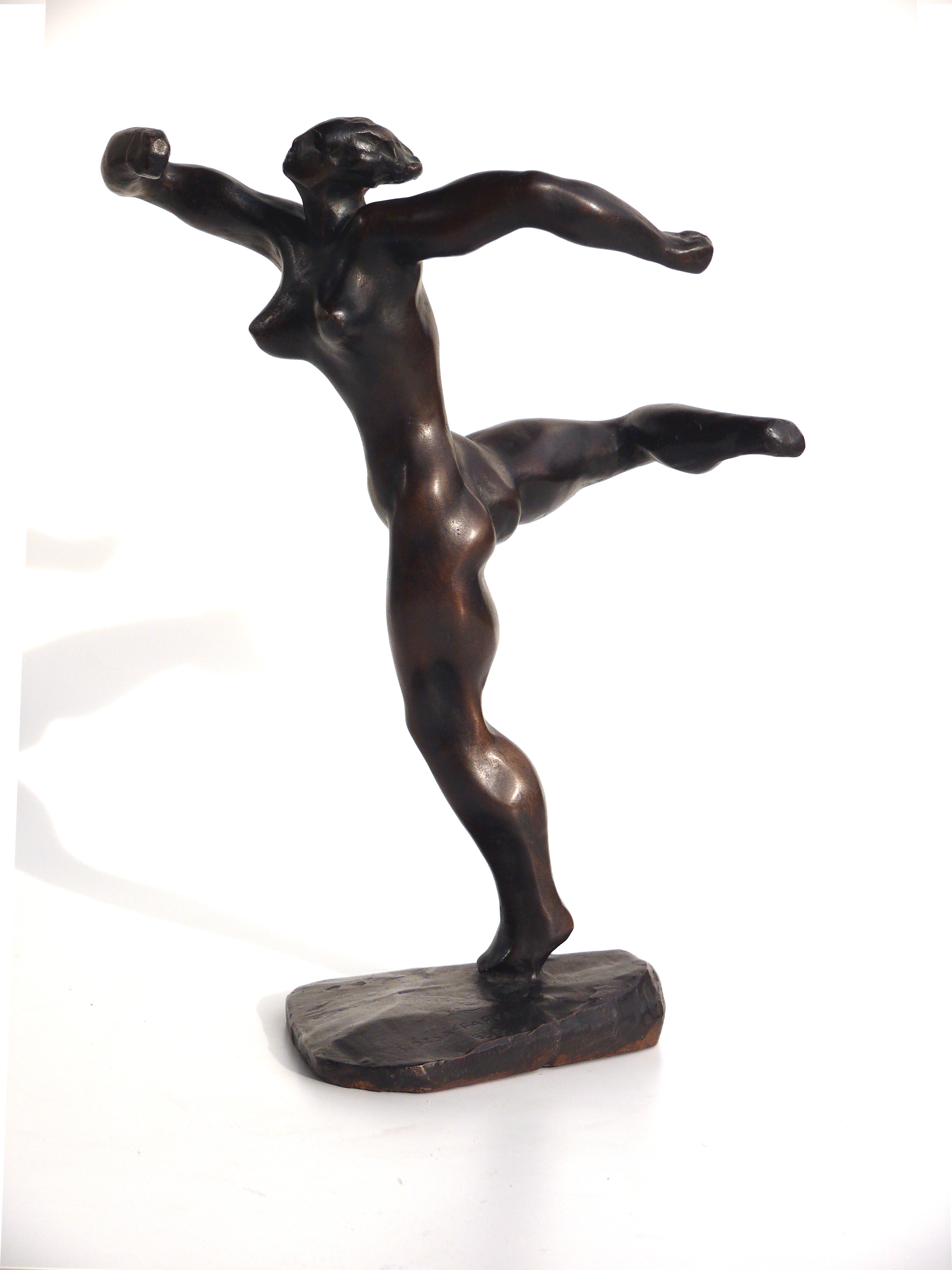
Táncoló, 1938

## Tanítványai
- Lelkes Péter
- Lépő Zoltán
- Nádas László
- Lengyel István

## Dózsa-Farkas András-díjas formatervező művészek
- 1987 Dudás László
- 1988 Simon Károly
- 1989 Cserny József
- 1990 Lelkes Péter
- 1991 Miticzky Gábor
- 1992 Lissák György dr
- 1993 Monostori Vladimir
- 1994 Scherer József
- 1995 Koppány Endre
- 1996 Gyimóthy György
- 1997 Szentpéteri Tibor
- 1998 Jahoda Ernő István
- 1999 Varga Zsolt
- 2000 Czapp György és Lengyel István prof.
- 2001 Deli Sándor
- 2003 Zalavári József
- 2004 Gollob József
- 2005 Mengyán András
- 2006 Demjén Imre
- 2012 Ernyey Gyula dr
- 2013 Nagy Alexandra
- 2014 Mezey László
- 2015 Üveges Péter
- 2016 Bánáti Gábor
- 2017 Antoni Rozi
- 2018 Jarosch Imre[4]